# Redleiten
Redleiten  ist eine Gemeinde in Oberösterreich im Bezirk Vöcklabruck  im Hausruckviertel mit 529 Einwohnern (Stand 1. Jänner 2025). Die Gemeinde liegt im Gerichtsbezirk Vöcklabruck.

## Geografie
Redleiten  liegt auf 555 Meter Höhe im Hausruckviertel. Die Ausdehnung beträgt von Nord nach Süd sieben, von West nach Ost sechs Kilometer. Von der Gesamtfläche von 14 Quadratkilometer sind drei Viertel bewaldet, zwanzig Prozent werden landwirtschaftlich genutzt.

### Gemeindegliederung
Das Gemeindegebiet umfasst folgende Ortschaften (in Klammern Einwohnerzahl Stand 1. Jänner 2025):
- Aubach (29)
- Erkaburgen (50)
- Hilprigen (38)
- Oberegg (62)
- Otzigen (25)
- Redleiten (239)
- Redltal (14)
- Schweinegg (39)
- Winkl (33)

### Nachbargemeinden
| Waldzell (RI) |                                             |                         |
|               | Kompassrose, die auf Nachbargemeinden zeigt | Frankenburg am Hausruck |
|               | Fornach                                     |                         |

## Geschichte

### Ortsgeschichte
Ursprünglich im Ostteil des Herzogtums Bayern liegend, gehörte der Ort seit dem 12. Jahrhundert zum Herzogtum Österreich. Seit 1490 wird er dem Fürstentum Österreich ob der Enns zugerechnet.
Während der Napoleonischen Kriege war der Ort mehrfach besetzt.
Seit 1918 gehört der Ort zum Bundesland Oberösterreich. Nach dem Anschluss Österreichs an das Deutsche Reich am 13. März 1938 gehörte der Ort zum Gau Oberdonau. 1945 erfolgte die Wiederherstellung Oberösterreichs.

### Einwohnerentwicklung
Da seit 1991 sowohl die Geburtenbilanz als auch die Wanderungsbilanz positiv sind, wächst die Gemeinde stark.

## Sehenswürdigkeiten
- Der historische Grenzstein, der bis 1779 die Grenze zwischen Bayern und Österreich markierte, trägt auf der österreichischen Seite die Gravur „GF“ für Grafschaft Frankenburg und  auf der Bayerischen Seite „LF“ für Landgericht Friedburg, ist aber leider schon stark verwittert.

## Wirtschaft und Infrastruktur
- Wirtschaftssektoren: In Redleiten befinden sich 23 land- und forstwirtschaftliche Betriebe. Davon werden neun im Haupt-, zwölf im Nebenerwerb und zwei von Personengemeinschaften geführt. Die Haupterwerbsbetriebe bewirtschaften drei Viertel der Flächen.[4] In der Landwirtschaft sind dreißig Erwerbstätige beschäftigt, im Produktionssektor fünfzehn. Der wichtigste Arbeitgeber im Dienstleistungssektor sind die sozialen und öffentlichen Dienste mit zwölf der 25 Beschäftigten (Stand 2011).
- Berufspendler: Von den 264 Erwerbstätigen, die 2011 in Redleiten wohnten, arbeiteten 51 in der Gemeinde, achtzig Prozent pendelten aus.[5]

## Politik
Der Gemeinderat hat 13 Mitglieder.
- Mit den Gemeinderats- und Bürgermeisterwahlen in Oberösterreich 1997 hatte der Gemeinderat folgende Verteilung: 6 ÖVP, 5 SPÖ und 2 FPÖ.
- Mit den Gemeinderats- und Bürgermeisterwahlen in Oberösterreich 2003 hatte der Gemeinderat folgende Verteilung: 6 ÖVP, 6 SPÖ und 1 FPÖ.
- Mit den Gemeinderats- und Bürgermeisterwahlen in Oberösterreich 2009 hatte der Gemeinderat folgende Verteilung: 7 ÖVP, 5 SPÖ und 1 FPÖ.
- Mit den Gemeinderats- und Bürgermeisterwahlen in Oberösterreich 2015 hatte der Gemeinderat folgende Verteilung: 7 ÖVP und 6 SPÖ.
- Mit den Gemeinderats- und Bürgermeisterwahlen in Oberösterreich 2021 hat der Gemeinderat folgende Verteilung: 7 ÖVP und 6 SPÖ.[6]

### Bürgermeister
- 1990–2014 Johannes Wenninger (ÖVP)[7]
- seit 2014 Michael Altmann (ÖVP)[8]

### Wappen
Blasonierung: „In Grün ein silberner, schräger Wellenbalken, belegt mit einer roten Wellenleiste; oben ein silberner Rehkopf im Visier, unten eine silberne, aufrechte Axt, überdeckt von einer silbernen Zugsäge.“
Die Gemeindefarben sind Grün-Gelb-Grün.
Das 1986 verliehene Wappen verweist mit dem Rehkopf auf den jagdbaren Rotwildbestand und mit Axt und Säge auf die bedeutende Forstwirtschaft in der Gemeinde. Die beiden silbernen Wellenleisten stehen für den Frankenburger und den Fornacher Redlbach.